# Cardamyla
Cardamyla is een geslacht van vlinders van de familie snuitmotten (Pyralidae), uit de onderfamilie Pyralinae.

## Soorten
- C. carinentalis Walker, 1859
- C. didymalis Walker, 1859
- C. eurycroca Turner, 1937
- C. hercophora (Meyrick, 1884)